# Andrew Miller (attore)
Andrew Miller (Toronto, 25 febbraio 1969) è un attore, scrittore e regista canadese.

## Carriera
Miller ha studiato scienze politiche ed economia alla Università McGill di Montréal. 
Ha iniziato la sua carriera di attore a 16 anni a Toronto, in Canada. I suoi ruoli in teatro comprendono quello di Moritz Stiefel in Risveglio di primavera di Frank Wedekind e quello di Eugene Morrison Jerome nell'opera di Neil Simon Brighton Beach Memoirs. A livello cinematografico i suoi ruoli comprendono quello di Simon nel film South of Wawa, scritto dalla romanziera e sceneggiatrice canadese Lori Lansens, quello del savant Kazan nel film Cube - Il cubo diretto da Vincenzo Natali e Donald in Oh, What a Night, per il quale è stato premiato nel 1992 con il Genie Award per il miglior attore non protagonista.
Come sceneggiatore Miller ha scritto assieme a 	
Andrew Lowery il film Super agente speciale con protagonisti Dennis Rodman e Dane Cook ed è anche stato co-sceneggiatore di Boys and Girls - Attenzione: il sesso cambia tutto della Miramax Picture, con protagonisti Freddie Prinze Jr., Claire Forlani e Jason Biggs. Assieme al suo amico d'infanzia David Hewlett e a Andrew Lowery, ha inoltre aiutato Vincenzo Natali a realizzare il lungometraggio indipendentemente Nothing.
È stato il creatore della webserie Imaginary Bitches, distribuita in tredici webisodi tra il 2008 e il 2009. Ha diretto e prodotto tutti i webisodi, ma ha sceneggiato solamente gli episodi 5, 6, 7, 8, 10, 12 e 13.
Tra il 2011 e il 2012 è stato produttore esecutivo della serie televisiva The Secret Circle assieme a Kevin Williamson.

## Filmografia

### Attore

#### Cinema
- Un giorno di felicità (Princes in Exile), regia di Giles Walker (1990)
- Perfectly Normal, regia di Yves Simoneau (1991)
- South of Wawa, regia di Robert Boyd (1991)
- Oh, What a Night, regia di Eric Till (1992)
- La delegazione (Plashch Kazanovy), regia di Aleksandr Michajlovič Galin (1994)
- Il verdetto della paura (Trial by Jury), regia di Heywood Gould (1994)
- Bufera in Paradiso (Trapped in Paradise), regia di George Gallo (1994)
- Boozecan, regia di Nicholas Campbell (1994)
- L'ultimo cacciatore (Last of the Dogmen), regia di Tab Murphy (1995)
- Cube - Il cubo (Cube), regia di Vincenzo Natali (1997)
- Circles, regia di Adam Kreutner (1997)
- Nothing, regia di Vincenzo Natali (2003)

#### Televisione
- Hangin' In – serie TV, episodi 7x04-7x08 (1986)
- Il supermercato più pazzo del mondo (Check It Out) – serie TV, episodi 3x03-3x16 (1987-1988)
- Neon Rider – serie TV, episodio 1x15 (1990)
- The Valour and the Horror – miniserie TV, puntata 01 (1992)
- Secret Service – serie TV, episodio 1x14 (1993)
- Class of '96 – serie TV, episodio 1x05 (1993)
- Foto di famiglia (Family Pictures) – miniserie TV, puntata 01 (1993)
- JFK: Reckless Youth, regia di Harry Winer – miniserie TV (1993)
- Forever Knight – serie TV, episodio 2x03 (1994)
- PSI Factor – serie TV, episodio 2X21 (1998)
- La guerra del Golfo (Thanks of a Grateful Nation), regia di Rod Holcomb – miniserie TV (1998)
- Iris Expanding, regia di Thomas Richter – film TV (2010)
- The Kill Corporation – serie TV, episodio 1x05 (2014)

### Sceneggiatore

#### Cinema
- Super agente speciale (Simon Sez), regia di Kevin Alyn Elders (1999)
- Boys and Girls - Attenzione: il sesso cambia tutto (Boys and Girls), regia di Robert Iscove (2000)
- Nothing, regia di Vincenzo Natali (2003)

#### Televisione
- Imaginary Bitches – webserie, 11 webisodi (2008-2009)
- The Secret Circle – serie TV, 5 episodi (2011-2012)
- Backstrom – serie TV, episodi 1x07-1x12 (2015)
- Tremors, regia di Vincenzo Natali – episodio pilota (2018)

### Produttore

#### Cinema
- Nothing, regia di Vincenzo Natali (2003) – produttore
- The Aviary, regia di Chris Cullari e Jennifer Raite (2022) – produttore

#### Televisione
- Imaginary Bitches – webserie, 14 webisodi (2008-2009) – produttore esecutivo
- The Secret Circle – serie TV, 22 episodi (2011-2012) – produttore esecutivo
- Backstrom – serie TV, 11 episodi (2015) – produttore esecutivo
- The Machine, regia di Caradog W. James – episodio pilota (2017) – produttore esecutivo
- Tremors, regia di Vincenzo Natali – episodio pilota (2018) – produttore esecutivo

### Regista
- Cooking to Get Lucky – webserie, 5 webisodi (2008)
- Imaginary Bitches – webserie, 14 webisodi (2008-2009)
- Boy Meets Girl – cortometraggio (2010)
- Firsts – webserie, webisodi 1x01-2x10 (2013-2014)

## Doppiatori italiani
Nelle versioni in italiano delle opere in cui ha recitato, Andrew Miller è stato doppiato da:
- Danilo De Girolamo ne Il verdetto della paura
- Francesco Meoni in L'ultimo cacciatore
- Massimiliano Alto in Cube - Il cubo